# Combate de Paso Ipohy
O combate de Paso Iphoy ou Paso Po'i foi uma ação planejada pelos paraguaios que consistiu em um ataque surpresa a um acampamento brasileiro próximo a Humaitá, perto do rio Tebicuary no Paraguai, em 25 de dezembro de 1867. O ataque resultou em vitória dos paraguaios mesmo com um número inferior de soldados.

## Resumo da Batalha
Havia um acampamento brasileiro de Voluntários da Pátria que estava destacado perto do rio Tebicuary no Paso Ipohy em território paraguaio. López percebeu que poderia dar um duro golpe as tropas brasileiras lá, pois a região em volta consistia de pântanos e poças d'água que poderia facilitar uma ação surpresa. Valois Rivarola, escolhido pelo Mariscal para planejar o ataque, selecionou o capitão Eduardo Vera e 150 de seus melhores homens para a tarefa. Munidos apenas de sabres e facões, as tropas de Vera silenciosamente se aproximaram das tendas brasileiras e iniciaram o ataque pegando-os completamente de surpresa, desferindo-lhes cerca de 400 baixas sem perder um único homem. Logo os brasileiros se recuperaram deste ataque e iniciaram uma perseguição aos paraguaios através das lagoas e pântanos. Melhores munidos alcançaram alguns paraguaios que foram abatidos pelos rifles, porém foram repelidos pela artilharia paraguaia que estava escondida, pois se afastaram demais de sua base.
Todos que participaram do ataque foram recompensados por López que presenteou com 20 pesos para os soldados e 40 para os oficiais. Eduardo Vera foi promovido a Major e Rivarola foi congratulado pelo plano.